# Soziale Hochschule Leohaus
Die Soziale Hochschule Leohaus war eine von 1919 bis 1994 bestehende private katholische „Volkshochschule“ in München, ab 1920 in Kochel am See.

## Geschichte
Vorläufer war das 1915 gegründete Leohaus, Hauptstelle katholisch-sozialer Vereine, das alle katholischen Sozialverbände Bayerns bündelte und zur Zentrale des süddeutschen Verbandes der Katholischen Arbeitervereine wurde.
Daraus entstand 1919 die Soziale Hochschule Leohaus, die bis 1994 bestand. Die Hochschule hatte den Zweck katholische erwerbstätige Frauen und Männer auf Tätigkeiten in den Christlichen Gewerkschaften und katholisch-sozialen Verbänden vorzubereiten. Es wurden 20- bis 35-jährige Mitglieder aus katholisch-sozialen Vereinen bevorzugt. Die Kurse fanden von Oktober/November bis März/April statt. 1920 übersiedelte die Schule nach Kochel am See. Persönlichkeiten wie Karl Arnold oder die bayerischen Arbeitsminister Hans Schütz und der Sozialminister Paul Strenkert absolvierten am Leohaus eine Ausbildung.
Namensgeber war Papst Leo XIII., der 1891 die Enzyklika Rerum novarum herausgab.